# George Dietz
George John Dietz (ur. 9 stycznia 1880 w Saint Louis, zm. 19 kwietnia 1965 w Nowym Jorku) – amerykański wioślarz, złoty medalista olimpijski.
Wystąpił na igrzyskach olimpijskich w Saint Louis w 1904 roku, gdzie amerykańska osada Century Boat Club w składzie: Arthur Stockhoff, August Erker, George Dietz i Albert Nasse zdobyła złoty medal w czwórce bez sternika. Srebrnych medalistów, Amerykanów z Mound City Rowing Club, wyprzedzili o dwie długości łódki. Był to jego jedyny oficjalny start olimpijski.
Z zawodu był menadżerem hotelu w Saint Louis.